# Drusus franzi
Drusus franzi är en nattsländeart som beskrevs av Schmid 1956. Drusus franzi ingår i släktet Drusus och familjen husmasknattsländor. Inga underarter finns listade i Catalogue of Life.